# Logopedia
Logopedia – nauka o kształtowaniu właściwej mowy w okresie jej rozwoju i jej doskonaleniu w późniejszym okresie (logopedia ogólna), a także o usuwaniu różnego rodzaju wad i zaburzeń mowy (logopedia specjalna).

## Opis dyscypliny
Obecnie obowiązujące definicje logopedii mówią, że jest ona „nauką o kształtowaniu prawidłowej mowy, usuwaniu wad wymowy oraz nauczaniu mowy w przypadku jej braku lub utraty”. Obejmuje też oddziaływanie na psychikę w celu wytworzenia właściwego stosunku do wady mowy i zapobiegania ujemnemu jej wpływowi na kontakty interpersonalne oraz kształtowanie osobowości. Według Genowefy Demelowej logopedia zajmuje się etiologią i patogenezą zaburzeń mowy, ich rozpoznawaniem, zapobieganiem oraz usuwaniem. Interesuje się wychowaniem pod względem mowy, czuwaniem nad jej rozwojem i doskonaleniem oraz ewentualną poprawą, gdy odchyla się ona od normy.
Do zadań logopedii, według Ireny Styczek, należą:
- kształtowanie prawidłowej mowy w przedszkolu i w szkole, czyli dbanie o jej prawidłowy i jak najlepszy rozwój pod względem fonetycznym, gramatycznym i leksykalnym,
- doskonalenie mowy już ukształtowanej,
- usuwanie wad mowy,
- nauczanie mowy (mówienia i rozumienia) w wypadku jej braku lub utraty,
- usuwanie zaburzeń głosu,
- usuwanie trudności w czytaniu i pisaniu.

Wśród autorów nie ma zgodności co do przedmiotu i zakresu badań logopedii, stąd aktualnie funkcjonują trzy koncepcje określające obszar tej nauki:
1. koncepcja medyczna, za którą opowiada się m.in. Stanisław Grabias, organizująca zakres przedmiotu badań logopedii do zaburzeń, profilaktyki i korekcji mowy,
2. koncepcja pedagogiczna, rozszerzająca zakres przedmiotu badań logopedii o problemy kształtowania mowy u dzieci z upośledzonym słuchem i porozumiewania się głuchoniewidomych,
3. koncepcja holistyczna, której zwolennikami są Leon Kaczmarek i Irena Styczek, traktuje logopedię jako samodzielną naukę zajmującą się wszystkimi aspektami mowy: embriologicznym, patologicznym, społecznym i artystycznym, integruje wyniki badań dyscyplin zajmujących się mową.

Można zatem wymienić następujące przedmioty badań logopedii:
- prawidłowy proces nabywania kompetencji i rozwoju sprawności językowej oraz komunikacyjnej,
- zapobieganie nieprawidłowym zachowaniom językowym,
- pochodzenie i przyczyny powstających odstępstw od normy w rozwoju mowy,
- mechanizm powstawania tych odstępstw,
- ich związek z innymi zaburzeniami rozwojowymi,
- ich wpływ na psychikę i funkcjonowanie społeczne, korekta wad wymowy,
- reedukacja zaburzeń mowy, w przypadku utraty nabytych już umiejętności porozumiewania się,
- terapia zakłóceń i zaburzeń rozwoju mowy oraz zaburzeń mowy,
- oddziaływanie na psychikę pacjenta w celu umożliwienia mu prawidłowego funkcjonowania społecznego,
- zapobieganie wtórnym skutkom zaburzeń mowy.

W logopedii wyróżnia się następujące specjalności:
- logopedia teoretyczna – „jej zadaniem jest integrowanie i wskazywanie możliwości wykorzystania w praktyce wyników badań, a także wprowadzanie metod i narzędzi służących diagnozowaniu wszelkich zaburzeń mowy oraz opracowywanie programów oddziaływań profilaktycznych i terapeutycznych”[5]
- logopedia stosowana (praktyczna) – jej zadaniem jest rozwijanie kompetencji językowej i komunikacyjnej oraz zapobieganie nieprawidłowościom przebiegu tego procesu dzieli się ona na:
  - logopedię ogólną, której zadaniem jest kształtowanie prawidłowej mowy i doskonalenie wymowy już ukształtowanej,
  - logopedię specjalną, do której zadań należą usuwanie wad wymowy, nauczanie mowy (mówienia i rozumienia) w przypadku jej braku lub utraty, usuwanie zaburzeń głosu, usuwanie trudności w nauce czytania i pisania.

Niektórzy autorzy wyróżniają w logopedii ogólnej następujące specjalności:
1. logopedię wychowawczą, mającą na celu zapobieganie patologii mowy i głosu,
2. logopedię artystyczną, interesującą się ekspresja słowną: potoczną, publicystyczną i artystyczną,

Zaś w logopedii specjalnej:
1. logopedię korekcyjną, zajmującą się usuwaniem zaburzeń mowy i głosu oraz trudnościami w nauce czytania i pisania, a także nauczaniem mowy dzieci z upośledzeniem umysłowym lub uszkodzeniami ośrodkowego układu nerwowego,
2. surdologopedię, zajmującą się kształtowaniem i rozwojem mowy osób wykazujących zaburzenia słuchu oraz postępowaniem z tymi osobami[6].

Realizacja zadań logopedii wymaga wiedzy z zakresu językoznawstwa, foniatrii, neurologii, audiologii, ortodoncji, anatomii, fizjologii, psychologii, pedagogiki.
Ze względu na epidemię COVID-19, coraz częściej diagnozę i terapię logopedyczną przeprowadza się zdalnie, przy pomocy narzędzi telemedycznych. 

## Specjalności logopedii (ze skrótowymi opisami)
- balbutologopedia (diagnoza i terapia osób z zaburzeniami płynności mowy, np. jąkanie, giełkot)
- gerontologopedia (diagnoza i terapia osób z chorobami, zaburzeniami występujących u osób starszych, np. choroba Alzheimera)
- glottodydaktyka (nauka języka obcokrajowców, ale również metoda rozumiana jako wychowanie językowe dzieci, diagnoza, profilaktyka i terapia dzieci z trudnościami w czytaniu i pisaniu)
- logopedia artystyczna (kształtowanie wzorcowej mowy, dykcji, emisji głosu)
- logopedia wychowawcza (profilaktyka, zapobieganie zaburzeniom mowy i głosu, kształtowanie właściwej mowy u dzieci)
- logoterapia (usuwanie zaburzeń mowy, głosu, trudności w czytaniu i pisaniu)
- neurologopedia (diagnoza i terapia osób m.in. z afazją, alalią, dyzartrią, porażeniem mózgowym)
- oligofrenologopedia (diagnoza i terapia osób z niepełnosprawnością intelektualną)
- onkologopedia (kształtowanie mowy osób ze schorzeniami nowotworowymi, po laryngektomii)
- surdologopedia (kształtowanie mowy osób niesłyszących, niedosłyszących)
- tyflologopedia (kształtowanie mowy osób niewidzących i niedowidzących)
- wczesna interwencja logopedyczna (diagnoza i terapia dzieci (0-3 r.ż.) zagrożonych lub z niepełnosprawnością, wymagających wczesnych oddziaływań logopedycznych)